# Бигсби, Роберт
Роберт Бигсби (англ. Robert Bigsby; 1806 — 27 сентября 1873 года) — английский антиквар, историк, писатель и поэт XIX века.

## Биография
Родился близ Ноттингема.
Бигсби посвятил себя изучению древностей и собрал множество материала для истории Рептона, которая была издана в 1854 году.
Несколько ранее он выпустил несколько томов стихотворений, среди которых были: «Epigrams» (1820), «The triumph of Drake» (1839) и «Poems and essays» (1842), и драматический роман «Ombo».
Из его поздних трудов наиболее заметны: «Irminsula, or the great Pillar», мифологическое исследование (1864); «A tribute to the memory of Scanderbeg the Great» (1866) и «Memoir of the order of St. John of Jerusalem, from the capitulation of Malta in 1798» (1869).
В 1831 году Бигсби подарил королю Вильгельму IV раритетную астролябию Фрэнсиса Дрейка, которую монарх передал в Гринвичский госпиталь. Немало других реликвий знаменитого мореплавателя Бигсби передал в Британский музей.
Удостоившись степени доктора наук в университете Глазго, он пользовался с 1860 года ежегодным королевским пенсионом в сто фунтов стерлингов (довольно значительная сумма для того времени).

## Избранная библиография
- «Epigrams» (1820)
- «The triumph of Drake» (1839)
- «Poems and essays» (1842)
- «Ombo»
- «Irminsula, or the great Pillar» (1864)
- «A tribute to the memory of Scanderbeg the Great» (1866)
- «Memoir of the order of St. John of Jerusalem, from the capitulation of Malta in 1798» (1869).